# Afogados da Ingazeira
Afogados da Ingazeira é um município brasileiro localizado na microrregião do Pajeú, estado de Pernambuco.
Destaca-se por ser o segundo principal centro comercial do Vale do Pajeú e por ser sede de diversos órgãos públicos como a Gerência Regional de Educação, a Gerência Regional de Saúde, o 23º Batalhão de Polícia, o TG 07-020 sétima região, o Sassepe, o Hospital Regional, a 24º Ciretran Especial, ARE Secretária da Fazenda-PE, Unidade Avançada Corpo de Bombeiros, CREAS regional, Área Integrada de Segurança, além de outros, Possuindo instituições de nível superior e abrigando a Diocese de Afogados da Ingazeira, única diocese de sua microrregião. É a única cidade pernambucana com menos de 50.000 habitantes classificada pelo IBGE como Centro Subregional B, devido sua rede de influência.  Possui o terceiro maior IDH da região, somente atrás de Triunfo e Serra Talhada, e está situado a 386 km de distância da capital, Recife.
Administrativamente, o município é formado pelo distrito sede e pelos povoados de Carapuça e Queimada Grande. Em 2022, de acordo com o Censo Demográfico do Instituto Brasileiro de Geografia e Estatística, sua população era de 40241 habitantes, sendo o 2º município mais populoso da Microrregião do Pajeú.

## História
A cidade de Afogados da Ingazeira teve origem em uma antiga fazenda de criação pertencente a Manuel Francisco da Silva. O desenvolvimento da cidade data de 1870, época em que a edificação de casas cresceu. A origem do nome explica-se com a seguinte história: em tempos distantes, um casal de viajantes tentando atravessar o Rio Pajeú, em época de enchente, foi levado pela correnteza e desapareceu. Somente dias depois os cadáveres foram encontrados. Como o município era distrito da cidade de Ingazeira e já existia uma comunidade, no Recife, chamada "Afogados", terminou incorporando o nome de Ingazeira ao seu nome. Daí o nome Afogados da Ingazeira. Também há quem diga que o casal foi encontrado embaixo de um pé de árvore ingazeira. A cidade tornou-se conhecida no cenário nacional, por ser onde nasceu Antônio Silvino, um dos principais líder de cangaço no nordeste, anterior a Lampião (cangaceiro).

## Geografia
Localiza-se a uma latitude 07º45'03" sul e a uma longitude 37º38'21" oeste no vale pernambucano do Pajeú, no nordeste brasileiro, estando a uma altitude de 525 metros.

### Limites
- Norte: Solidão
- Sul: Carnaíba
- Oeste: Carnaíba
- Leste: Tabira e Iguaracy

### Relevo
O município está inserido numa unidade geoambiental denominada "Planalto da Borborema". Seu relevo é suave-ondulado.

### Vegetação
A vegetação é composta por caatinga hiperxerófila.

### Hidrografia
O município está localizado na bacia do Rio Pajeú.

### Clima
- Clima: Semiárido
- Precipitação pluviométrica: 906 mm
- Temperatura média anual: 23 °C
- Meses chuvosos: janeiro a maio.

| Dados climatológicos para Afogados da Ingazeira | Dados climatológicos para Afogados da Ingazeira | Dados climatológicos para Afogados da Ingazeira | Dados climatológicos para Afogados da Ingazeira | Dados climatológicos para Afogados da Ingazeira | Dados climatológicos para Afogados da Ingazeira | Dados climatológicos para Afogados da Ingazeira | Dados climatológicos para Afogados da Ingazeira | Dados climatológicos para Afogados da Ingazeira | Dados climatológicos para Afogados da Ingazeira | Dados climatológicos para Afogados da Ingazeira | Dados climatológicos para Afogados da Ingazeira | Dados climatológicos para Afogados da Ingazeira | Dados climatológicos para Afogados da Ingazeira |
| Mês                                             | Jan                                             | Fev                                             | Mar                                             | Abr                                             | Mai                                             | Jun                                             | Jul                                             | Ago                                             | Set                                             | Out                                             | Nov                                             | Dez                                             | Ano                                             |
| ----------------------------------------------- | ----------------------------------------------- | ----------------------------------------------- | ----------------------------------------------- | ----------------------------------------------- | ----------------------------------------------- | ----------------------------------------------- | ----------------------------------------------- | ----------------------------------------------- | ----------------------------------------------- | ----------------------------------------------- | ----------------------------------------------- | ----------------------------------------------- | ----------------------------------------------- |
| Temperatura máxima média (°C)                   | 30,4                                            | 30                                              | 29,6                                            | 28,4                                            | 26,3                                            | 24,7                                            | 24,2                                            | 24,9                                            | 27                                              | 28,9                                            | 30                                              | 30,3                                            | 27,9                                            |
| Temperatura média (°C)                          | 24,9                                            | 24,7                                            | 24,6                                            | 23,9                                            | 22,4                                            | 21,2                                            | 20,5                                            | 20,8                                            | 22,4                                            | 23,7                                            | 24,5                                            | 24,7                                            | 23,2                                            |
| Temperatura mínima média (°C)                   | 19,5                                            | 19,4                                            | 19,6                                            | 19,4                                            | 16,6                                            | 16,7                                            | 16,8                                            | 16,8                                            | 17,8                                            | 18,5                                            | 19                                              | 19,2                                            | 18,5                                            |
| Precipitação (mm)                               | 63                                              | 104                                             | 175                                             | 149                                             | 62                                              | 34                                              | 26                                              | 7                                               | 6                                               | 6                                               | 11                                              | 32                                              | 676                                             |
| Fonte: Climate-Data.org                         |                                                 |                                                 |                                                 |                                                 |                                                 |                                                 |                                                 |                                                 |                                                 |                                                 |                                                 |                                                 |                                                 |

| Dados climatológicos para Afogados da Ingazeira (Precipitação média mensal acumulada) | Dados climatológicos para Afogados da Ingazeira (Precipitação média mensal acumulada) | Dados climatológicos para Afogados da Ingazeira (Precipitação média mensal acumulada) | Dados climatológicos para Afogados da Ingazeira (Precipitação média mensal acumulada) | Dados climatológicos para Afogados da Ingazeira (Precipitação média mensal acumulada) | Dados climatológicos para Afogados da Ingazeira (Precipitação média mensal acumulada) | Dados climatológicos para Afogados da Ingazeira (Precipitação média mensal acumulada) | Dados climatológicos para Afogados da Ingazeira (Precipitação média mensal acumulada) | Dados climatológicos para Afogados da Ingazeira (Precipitação média mensal acumulada) | Dados climatológicos para Afogados da Ingazeira (Precipitação média mensal acumulada) | Dados climatológicos para Afogados da Ingazeira (Precipitação média mensal acumulada) | Dados climatológicos para Afogados da Ingazeira (Precipitação média mensal acumulada) | Dados climatológicos para Afogados da Ingazeira (Precipitação média mensal acumulada) | Dados climatológicos para Afogados da Ingazeira (Precipitação média mensal acumulada) |
| Mês | Jan                                                                                   | Fev                                                                                   | Mar                                                                                   | Abr                                                                                   | Mai                                                                                   | Jun                                                                                   | Jul                                                                                   | Ago                                                                                   | Set                                                                                   | Out                                                                                   | Nov                                                                                   | Dez                                                                                   | Ano                                                                                   |
| --- | ------------------------------------------------------------------------------------- | ------------------------------------------------------------------------------------- | ------------------------------------------------------------------------------------- | ------------------------------------------------------------------------------------- | ------------------------------------------------------------------------------------- | ------------------------------------------------------------------------------------- | ------------------------------------------------------------------------------------- | ------------------------------------------------------------------------------------- | ------------------------------------------------------------------------------------- | ------------------------------------------------------------------------------------- | ------------------------------------------------------------------------------------- | ------------------------------------------------------------------------------------- | ------------------------------------------------------------------------------------- |
| Chuva (mm) | 95,0                                                                                  | 115,0                                                                                 | 165,0                                                                                 | 122,5                                                                                 | 80,0                                                                                  | 46,0                                                                                  | 42,0                                                                                  | 12,0                                                                                  | 14,0                                                                                  | 12,0                                                                                  | 21,0                                                                                  | 35,0                                                                                  | 759,5                                                                                 |
| Fonte: ANA. Dados pluviométricos disponíveis no Portal HidroWeb. Médias de pelo menos 30 anos da série analisada, critério recomendado pela OMM. Dados reunidos e produzidos pelo órgão responsável ou operador da estação meteorológica e elaborado a partir de ajuste de distribuições de probabilidades aplicadas à série histórica. |                                                                                       |                                                                                       |                                                                                       |                                                                                       |                                                                                       |                                                                                       |                                                                                       |                                                                                       |                                                                                       |                                                                                       |                                                                                       |                                                                                       |                                                                                       |

### Divisão distrital e povoados
- Distrito-sede
- Povoados: Queimada Grande, Carapuça[12], Varzinha, Nova Brasília, Alto Vermelho e São João Novo[13].

### Bairros
- Alto da Bela Vista e Conjunto Miguel Arraes;
- Brotas;
- Borges;
- Centro;
- COHAB;
- Costa (Izídio Leite);
- Manuela Valadares (Morada Nova);
- Laura Ramos;
- São Braz;
- São Cristovão (Pacús);
- São Francisco (Rua Nova);
- São Sebastião;
- Sobreira;
- Padre Pedro Pereira (Ponte);
- Pitombeira;
- Vila Bom Jesus.

## Economia
A cidade caracteriza-se como sendo polo do Sertão do Pajeú. Sendo uma das cidades mais prósperas na área de serviços, comércio e lazer da região. Sua economia historicamente sempre teve como base a pecuária de corte (bovinocultura e caprinocultura) e a pequena agricultura, com o cultivo de milho, mandioca e frutas. Além disso, ganhou destaque a avicultura, introduzida no município. A cidade tem um forte comércio nos setores automobilístico, vestuários, materiais de construção, 5 bancos, e distribuidoras que abastecem cidades vizinhas

## Turismo
O que caracteriza Afogados da Ingazeira são suas belezas naturais, as ricas manifestações da cultura popular presentes no município e um movimentado calendário de festas de rua. No artesanato, destacam-se as coloridas bonecas de pano, de várias formas e tamanhos. Praças, entre elas a de alimentação no centro. Uma grande variedade gastronômica, conta com diferentes bares, churrascarias, hotéis, e clubes aquáticos. Possui terminal rodoviário, aeródromo e uma ótima organização urbana. Destacam-se em seu turismo:
- Serra do Giz, com várias inscrições rupestres.
- Represa da Barragem de Brotas.
- Cine teatro São José, um dos poucos cinemas do interior.
- Museu da Rádio Pajeú.
- Catedral do Senhor Bom Jesus dos Remédios.

## Esporte
A cidade de Afogados da Ingazeira possui um clube na primeira divisão do Campeonato Pernambucano de Futebol, o Afogados da Ingazeira Futebol Clube que joga de mandante no Estádio Valdemar Viana de Araújo.

## Educação

### AEDAI - FASP
A Autarquia Educacional de Afogados da Ingazeira e Faculdade do Sertão do Pajeú (AEDAI-FASP)  é uma das únicas instituições de ensino superior da região do sertão do Pajeú atendendo boa parte da necessidade de corpo docente dos 17 municípios da região, a FASP (Faculdade do Sertão do Pajeú) oferece as seguintes cursos:
- Direito;
- Letras;
- Matemática;
- História;
- Pedagogia.[15]

### IFPE - Campus Afogados da Ingazeira
O Instituto Federal de Educação, Ciência e Tecnologia de Pernambuco - Campus Afogados da Ingazeira foi inaugurado em agosto de 2010 sendo uma das poucas instituições de ensino técnico da região, oferece dois cursos técnicos na modalidade integrado, na qual o estudante cursa o ensino médio integrado ao curso técnico e três cursos na modalidade subsequente, na qual o estudante que já concluiu o ensino médio cursa apenas o curso técnico, sendo eles:
- Saneamento (Integrado e Subsequente);
- Informática (Integrado);
- Agroindústria (Subsequente);
- Eletroeletrônica (Subsequente);
- Engenharia Civil (Superior);
- Licenciatura em Informática (Superior).

### UNIP - Polo Afogados da Ingazeira
A cidade conta com um polo da Universidade Paulista (UNIP) oferecendo inúmeros cursos de forma EAD e graduação em educação física e Enfermagem de forma presencial.

### Cruzeiro do Sul Virtual - Polo Afogados da Ingazeira
O polo EAD da Universidade Cruzeiro do Sul oferece inúmeros cursos 100% on-line e semipresenciais, contando com laboratórios para graduandos em Nutrição por exemplo. 

### CNA
O polo do CNA Idiomas oferta o ensino de línguas estrangeiras inglês e espanhol. 

### Estácio - Polo Afogados da Ingazeira
A Universidade Estácio de Sá possui um polo EAD na cidade ofertando uma variada gama de cursos de graduação, pós-graduação e extensão.

### Escolas
A cidade possui 37 escolas sendo estas:
- 30 Escolas Municipais Públicas
- 03 Escolas Estaduais Públicas
- 03 Escolas Privadas
- 01 Escola de Música

| Nº | Nome da Escola                                                     | Bairro/Comunidade               | Ensino                                                      | Tipo    |
| -- | ------------------------------------------------------------------ | ------------------------------- | ----------------------------------------------------------- | ------- |
| 1  | CEI – Maria Genedi Magalhães                                       | Padre Pedro Pereira (PPP)       | Educação Infantil                                           | Pública |
| 2  | CEI – Evangelina de Siqueira Lima                                  | Cohab (Sobreira)                | Educação Infantil                                           | Pública |
| 3  | Centro de Excelência Municipal Dom João José da Mota e Albuquerque | Borges                          | Ensino Fundamental                                          | Pública |
| 4  | Escola Municipal Ana Melo                                          | Centro                          | Ensino Fundamental e EJA                                    | Pública |
| 5  | Escola Municipal Domingos Teotônio                                 | São Brás                        | Ensino Fundamental e EJA                                    | Pública |
| 6  | Escola Municipal Professora Francisca Lira Leite de Brito          | Padre Pedro Pereira (PPP)       | Ensino Fundamental e EJA                                    | Pública |
| 7  | Escola Municipal Professora Maria Gizelda Simões Inácio            | Costa (Izídio Leite)            | Ensino Fundamental e EJA                                    | Pública |
| 8  | Escola Municipal Professor Geraldo Cipriano dos Santos             | São Francisco (Rua Nova)        | Ensino Fundamental                                          | Pública |
| 9  | Escola Municipal Integral Padre Carlos Cottart                     | Centro                          | Ensino Fundamental \| Educação Integral                     | Pública |
| 10 | Escola Municipal José Rodrigues de Brito                           | São Francisco (Rua Nova)        | Educação Infantil                                           | Pública |
| 11 | Escola Municipal Professora Letícia de Campos Góes                 | Borges                          | Educação Infantil, Ensino Fundamental e EJA                 | Pública |
| 12 | Escola Municipal Levino Cândido                                    | Povoado Carapuça                | Educação Infantil e Ensino Fundamental                      | Pública |
| 13 | Escola Municipal São João                                          | Povoado São João                | Educação Infantil e Ensino Fundamental                      | Pública |
| 14 | Escola Municipal São Sebastião                                     | Igrejinha                       | Educação Infantil                                           | Pública |
| 15 | Escola Municipal Petronila de Siqueira Campos Góes                 | Cohab (Sobreira)                | Ensino Fundamental \| Educação Integral                     | Pública |
| 16 | Escola Municipal Hortêncio Barbosa Lira                            | Povoado Santo Antônio II        | Ensino Fundamental \| Educação Integral                     | Pública |
| 17 | Escola Municipal Monsenhor Antônio de Pádua Santos                 | Sítio Minador da Carapuça       | Ensino Fundamental                                          | Pública |
| 18 | Escola Municipal São Paulo                                         | Sítio Caiçara                   | Ensino Fundamental                                          | Pública |
| 19 | Escola Municipal Manoel Brás                                       | Sítio Cachoeira de dois riachos | Ensino Fundamental                                          | Pública |
| 20 | Escola Municipal São Marcos                                        | Sítio Várzea Comprida           | Ensino Fundamental \| Educação Integral                     | Pública |
| 21 | Escola Municipal Santa Lúcia                                       | Povoado Pintada                 | Ensino Fundamental                                          | Pública |
| 22 | Escola Municipal Ana Maria do Espirito Santo                       | Sítio Umburanas                 | Ensino Fundamental                                          | Pública |
| 23 | Escola Municipal Santa Joana D’arc                                 | Sítio Pau Ferro                 | Ensino Fundamental                                          | Pública |
| 24 | Escola Municipal José Lopes de Sales                               | Povoado Varzinha                | Ensino Fundamental                                          | Pública |
| 25 | Escola Municipal Jovêncio Pereira Torres                           | Sítio Curral Velho              | Ensino Fundamental                                          | Pública |
| 26 | Escola Municipal José Lourenço de Sena                             | Povoado Queimada Grande         | Ensino Fundamental                                          | Pública |
| 27 | Escola Municipal Nossa Senhora de Lourdes                          | Sítio Poço do Veado             | Ensino Fundamental                                          | Pública |
| 28 | Escola Municipal João Ferreira Liberal                             | Sítio Vaca Morta                | Educação Infantil , Ensino Fundamental \| Educação Integral | Pública |
| 29 | Escola Municipal Santa Helena                                      | Sítio Queimadas                 | Ensino Fundamental                                          | Pública |
| 30 | Escola Municipal Maria Aparecida Bezerra Neves                     | Sítio Riacho da Onça            | Ensino Fundamental                                          | Pública |
| 31 | EREM Monsenhor Antônio de Pádua Santos                             | Centro                          | Ensino Médio \| Educação Integral                           | Pública |
| 32 | EREM Cônego João Leite Gonçalves De Andrade                        | Centro                          | Ensino Médio \| Educação Integral E EJA                     | Pública |
| 33 | EREM Normal Estadual Ione de Góes Barros                           | Centro                          | Ensino Médio \| Educação Integral                           | Pública |
| 34 | Escola Monteiro Lobato                                             | Centro                          | Educação Infantil, Ensino Fundamental e Ensino Médio        | Privada |
| 35 | Escola Dom Helder Câmara                                           | Manoela Valadares               | Educação Infantil e Ensino Fundamental                      | Privada |
| 36 | Escola de Música Bernardo Delvanir Ferreira da Silva               | Centro                          | Educação musical                                            | Pública |
| 37 | Colégio Luís de Camões                                             | Borges                          | Educação religiosa                                          | Privada |

## Ação Social
O município também conta com a presença de uma Unidade da ONG Diaconia, que investe na defesa e promoção dos Direitos Humanos.